# إميلي هاولاند
إميلي هاولاند (بالإنجليزية: Emily Howland)‏ هي ناشطة حق المرأة بالتصويت ‏ أمريكية، ولدت في 20 نوفمبر 1827 في Sherwood, New York ‏ في الولايات المتحدة، وتوفيت في 29 يناير 1929.